# Kerkhof
Kerkhof ist ein niederdeutscher und niederländischer Familienname und eine Variante des hochdeutschen Namens Kirchhoff. Der Wohnstättenname geht auf das mittelniederdeutsche kerkhof („Hof, der der Kirche gehört; Landgut der Geistlichkeit; Kirchhof“) zurück.

## Namensträger
- Bartold Kerkhof († nach 1510), deutscher Kaufmann und Politiker, Bürgermeister von Rostock
- Friedrich Kerkhof (1855-), deutscher Gutsbesitzer und Politiker, Abgeordneter des Preußischen Abgeordnetenhauses
- Heidi Wagner-Kerkhof (* 1945), deutsche Bildhauerin, Medailleurin und Grafikerin
- Ingo Kerkhof, deutscher Theater- und Opernregisseur
- Jacob van de Kerkhof (* 1995), niederländischer Ruderer
- Karl Kerkhof (1877–1945), deutscher Beamter und Wissenschaftsmanager
- Kevin Van Den Kerkhof (* 1996), französisch-algerischer Fußballspieler
- Nikki Kerkhof (* 1983), niederländische Sängerin
- René van de Kerkhof (* 1951), niederländischer Fußballspieler
- Sanne van Kerkhof (* 1987), niederländische Shorttrackerin
- Stefanie van de Kerkhof (* 1971), deutsche Historikerin
- Willy van de Kerkhof (* 1951), niederländischer Fußballspieler
- Yara van Kerkhof (* 1990), niederländische Shorttrackerin